# William Tyndale
William Tyndale (stavas ibland Tindall eller Tyndall; [ˈtɪndəl]) född troligen år 1494, död 1536, var en reformator som inspirerades av Erasmus och Martin Luthers arbeten till att översätta merparten av Bibeln till den tidens tidiga nyengelska. Även om det sedan 600-talet gjorts några fullständiga och ofullständiga översättningar till fornengelska och medelengelska (det senare särskilt på 1300-talet), var Tyndales verk den första översättningen som utgick direkt från de hebreiska och gammalgrekiska texterna. Tyndale var också först med att utnyttja den nya uppfinningen tryckpressen, vilket innebar att mer omfattande spridning var möjlig. År 1535 arresterades Tyndale och fängslades i slottet Vilvoorde utanför Bryssel där han hölls i över ett år innan han befanns skyldig till kätteri och brändes på bål.
Mycket av Tyndales översättning införlivades senare i King James Bible, som publicerades som den officiella bibelöversättningen år 1611. Denna utgåva har sedan legat till grund för senare översättningar, varför Tyndales inflytande bevarats.
Medan John Wycliffe tidigare framställt engelska översättningar av Bibeln från latin, var Tyndale först med att översätta från originalspråket grekiska. Detta hade möjliggjorts genom att Erasmus gjort Nya Testamentet på grekiska åtkomligt i Europa.

## Biografi

### Barndom och uppväxt
William Tyndale föddes omkring år 1494, troligen i en av byarna i närheten av Dursley i Gloucestershire. Tyndale utbildades vid Magdalen Hall i Oxford. Tyndales familj hade flyttat till Gloucestershire i samband med Rosornas krig och man vet att familjen ursprungligen härstammade från Northumberland och även hade bott i East Anglia. Tyndales farbror Edward var en av arvingarna efter Lord Berkeley, vilket gör att det finns bevis på familjens härkomst. Edward Tyndale finns med i två stamtavlor och beskrivs som bror till sir William Tyndale, från Deane i Northumberland, vilken blev upphöjd till riddare i samband med bröllopet mellan den engelske kronprinsen Artur och Katarina av Aragonien. Tyndales familj härstammade således från baron Adam de Tyndale, en av Henrik I:s kronvasaller.

### Utbildning
Tyndale avlade motsvarigheten till en filosofie kandidatexamen vid universitetet i Oxford år 1512, samma år som han började undervisa. Han avlade magisterexamen 1515, tre månader efter sin prästvigning. Hans examina tillät honom att börja studera teologi, studier som dock inte inbegrep filosofiska bibelstudier.
Han var en begåvad språkvetare (han kunde uttrycka sig flytande i tal och skrift på franska, grekiska, hebreiska, tyska, italienska, latin och spanska vid sidan av sitt modersmål) och begav sig efter sina studier i Oxford till Cambridge (där han möjligen studerade för Erasmus av Rotterdam, vars bok Enchiridion Militis Christiani från 1503 han översatte till engelska).

### Yrkesliv
Tyndale anställdes som huskaplan hos sir John Walsh i Little Sodbury och som informator till dennes barn omkring år 1521. Hans åsikter gjorde att han hamnade i konflikt med andra präster och blev 1522 kallad att inställa sig inför kanslern för Worcesters stift, även om inga formella anklagelser framfördes.

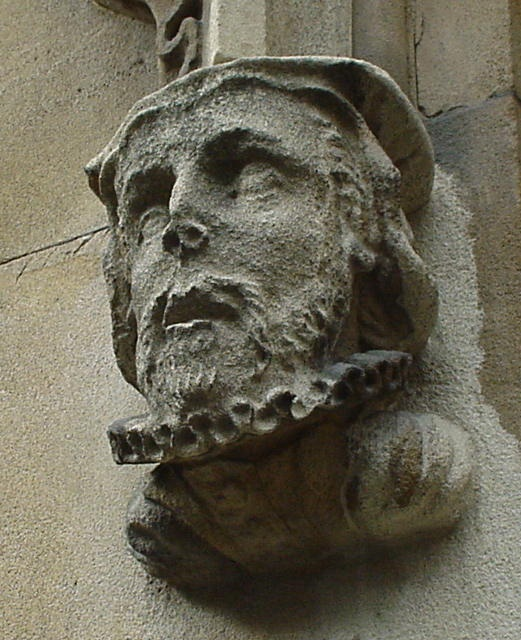
Skulptur av Tyndales huvud på kyrkan Saint Dunstan-in-the-West i London.

Kort därefter bestämde han sig för att översätta Bibeln till engelska. Han var övertygad om att vägen till Gud gick via Hans ord och att Bibeln därför borde vara tillgänglig också för vanligt folk. John Foxe beskriver ett meningsutbyte mellan Tyndale och en ”lärd” men ”kättersk” präst som påtalade för Tyndale, att ”Det vore bättre för oss att stå utan Guds lagar än utan påvens”. I stor affekt svarade då Tyndale, att ”Jag trotsar påven och alla hans lagar; och om Gud bevarar mitt liv, ska jag ställa om så att pojken bakom plogen känner till Bibeln bättre än påven själv!”

#### Bibelöversättningen
År 1523 begav sig Tyndale till London för att söka tillstånd att översätta Bibeln till engelska och för att be om stöd från biskopen Cuthbert Tunstall, en välkänd kännare av den klassiska världen som hyllats av Erasmus efter att de arbetat tillsammans med Nya Testamentet på grekiska. Tyvärr värderade inte biskopen Tyndales akademiska meriter särskilt högt; han var dessutom misstänksam mot Tyndales lära, och, som många av kyrkans höga herrar, gillade han inte idén om en Bibel på folkspråk. Kyrkan vid denna tid ansåg inte att en nyöversättning av Bibeln skulle vara till någon nytta. Tunstall lät Tyndale veta att han inte kunde ge honom någon hjälp eller något stöd. Tyndale predikade och arbetade på sin översättning i London för en tid, understödd av en köpman vid namn Humphrey Monmouth. Han lämnade sedan England under falskt namn och begav sig år 1524 till Hamburg med det översättningsarbete han dittills utfört gällande Nya Testamentet. Översättningen blev färdig år 1525, med hjälp av en franciskanmunk vid namn William Roy.

#### Kontrovers
När man försökte trycka hans översättning i Köln år 1525 avbröts detta av de styrande som var emot reformationen. Inte förrän år 1526 kunde en fullständig utgåva av hans översättning tryckas av Peter Schoeffer i Worms, en självständig stad som på denna tid var på väg att gå över till protestantismen. Fler exemplar trycktes strax därpå i Antwerpen. Boken smugglades in i England och Skottland, där den fördömdes av Tunstall i oktober 1526. Bokhandlare förbjöds att sälja boken, som också brändes på offentliga bokbål.
Som en följd av publikationen förklarade kardinal Thomas Wolsey Tyndale vara en kättare, och första gången Tyndale nämns som kättare i en offentlig rättegång är i januari 1529.
Tyndale gick under jorden, troligen i Hamburg för en tid, och fortsatte sitt arbete. Han reviderade sin tidigare översättning av Nya Testamentet och började översätta Gamla Testamentet och skrev diverse avhandlingar. År 1530 skrev han The Practyse of Prelates, där han motsätter sig Henrik VIII:s skilsmässa med argumentet att den stred mot Bibelns lära och var en komplott av Wolsey som ville förorsaka konflikt mellan den engelske kungen och de påvetrogna hoven. Det här ledde till att han ådrog sig kungens vrede, och Henrik VIII vände sig till kejsar Karl V och begärde att denne skulle arrestera Tyndale och utlämna honom till England.

### Rättegång och straff
Slutligen blev Tyndale förrådd och överlämnad till myndigheterna. Han greps i Antwerpen år 1535.
Han åtalades för kätteri år 1536 och dömdes till döden, trots att Thomas Cromwell gjorde sitt bästa för att försvara honom. Han ”ströps till döds bunden vid en påle, varpå hans livlösa kropp brändes”. Foxe anger den 6 oktober som minnesdag, men anger inget dödsdatum. Den 6 oktober är den traditionella minnesdagen, men fängelsedokument antyder att det kan ha inträffat några veckor tidigare.
Tyndales sista ord, som han uttalade då han bundits på bålet, ska ha varit: ”Herre! Öppna kungens av England ögon”. Inom fyra år hade ytterligare fyra engelska översättningar av Bibeln givits ut i England, varav en var den officiella engelska Bibeln, samtliga baserade på Tyndales översättning.

## Arvet efter Tyndale

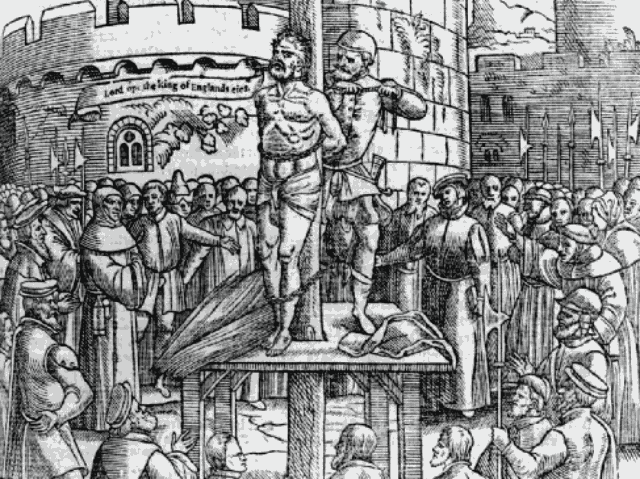
William Tyndale på bålet, träsnitt från Foxes Book of Martyrs.

Utöver att bidra till spridningen av reformationen har Tyndale genom sina översättningar utövat stort inflytande över det engelska språket. Flera av de uttryck han är upphovsman till användes sedan i de officiella bibelöversättningarna, till exempel:
- Jehovah,
- Passover (som översättning av den judiska högtiden pesach),
- Atonement (at + onement; ’försoning’) och
- scapegoat (syndabock).

Han myntade också fraser som blivit idiomatiska uttryck, och som lever kvar i olika varianter i modern engelska. Några exempel:
- let there be light
- the powers that be
- my brother’s keeper
- the salt of the earth
- a law unto themselves
- filthy lucre
- it came to pass
- gave up the ghost
- the signs of the times
- the spirit is willing
- live and move and have our being
- fight the good fight

Tyndale har porträtterats i filmerna William Tyndale (1937) och God’s Outlaw (1986). Det kristna bokförlaget Tyndale House har tagit sitt namn efter honom.

### Inflytande på den engelska bibeln
På 1940-talet konstaterade översättarna av bibelutgåvan Revised Standard Version att Tyndales översättning har inspirerat alla viktiga översättningar därefter, inklusive Great Bible (1539), Geneva Bible** (1560), Bishops Bible (1568) och Douay-Rheims Bible (1582–1609), samt King James Version (1611). En fullständig analys av "King James", även kallad Authorised Version (AV), genomfördes 1988 och visade att Tyndales ord, i de böcker han översatte, lever kvar i Nya Testamentet till 84 procent och 75,8 procent i det Gamla testamentet. Många viktiga engelskspråkiga biblar sedan dess har inspirerats av Tyndale. Dessa inkluderar Revised Standard Version, New American Standard Bible och English Standard Version.